# Якутський ніж

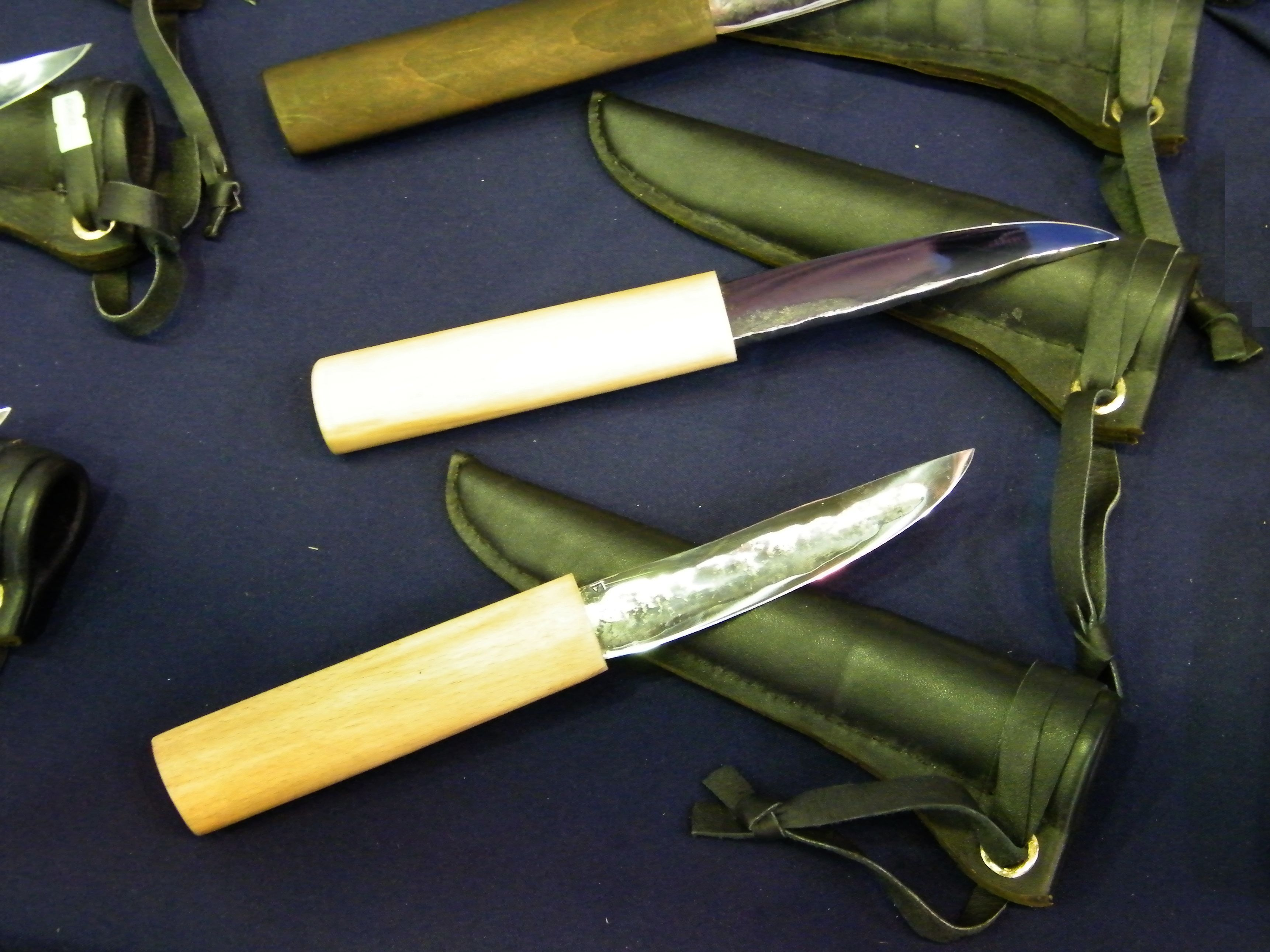
Якутські ножі та піхви до них.
Верхній ніж обернений до глядача лівою випуклою стороною клинка.
Нижній ніж обернений до глядача правою ввігнутою стороною клинка з долом.

Якутський ніж (якут. быhах) — різновид холодної зброї корінних жителів Якутії — народу саха (якутів). Є одним з найвідоміших предметів якутської культури, нарівні з хомусом та алмазами.

## Варіації ножа і його властивості
Археологічні розкопки, проведені на території сучасної Якутії показують, що зразки ножів, знайдені в різних могильниках та на стоянках древньої людини, безсумнівно схожі на сучасні якутські ножі. Тому якутський ніж — це продукт, відшліфований тисячоліттями використання в тайгових і північних умовах, як автохтонним населенням Якутії, так і приїжджими.
Існує безліч регіональних варіацій якутського ножа, але в класичному варіанті він має лезо завдовжки від 110 до 170 мм, насаджене на дерев'яну ручку, зроблену з березового капу з шкіряними піхвами.

## Лезо
Клинок якутського ножа загострений, має лезо з одного боку і прямий (чи майже прямий) обух. Особливістю якутського ножа є асиметричне заточування леза — відзначене ще першими дослідниками життя якутів. З одного боку лезо ножа плоске, має діл (якщо дивитися з боку обуха — то права сторона клинка). Протилежна (ліва) сторона клинка вигнута. Це робиться для того, щоб при роботі з ножем, ніж «не заривався» в матеріал. Саме в зв'язку з цим ножі для правші та шульги відрізняються. Ніж для лівші виробляється з дзеркально перевернутою асиметрією клинка.
Ножі розрізняються по довжині клинка:
- Від 80 до 110 мм — малий ніж (якут. быhычча) — зазвичай робиться для дітей або жінок
- Від 110 до 170 мм — ніж (якут. быhaх) — найпоширеніша форма
- Від 170 мм — великий ніж (якут. хотохон) — це вже практично бойова зброя і тому виробляється рідко.

По ширині клинка розрізняються тундровий — має вузьке лезо і тайговий — з більш широким лезом. У тундрі ніж в основному використовується для різання або свердління, а в тайзі для оброблення здобичі або роботи по дереву — саме цим пояснюється відмінність ширини клинка.
Традиційно, робочий якутський ніж має клинок виготовлений з досить м'якої криці. М'яка сталь диктується практичними міркуваннями — так щоб ніж можна було заточити в польових умовах об річкову гальку або інший матеріал. Останнім часом набули поширення якутські ножі з клинками виготовленими спеціальних марок сталі або навіть булатної (дамаської) сталі.
Безліч питань у різних дослідників викликає походження долу на клинку. Існують різні версії. Наприклад, є версії, що діл потрібен для стоку крові, що це данина традиціям коли ножі виготовлялися з кістки, що діл потрібен для додання жорсткості клинку, що наявність долу результат особливості кування асиметричного клинка або діл потрібен для зменшення ваги клинка, щоб ніж не тонув та таке інше. Безсумнівно тільки одне: якутський ніж повинен мати діл з правого боку клинка.

## Руків'я
Руків'я ножа традиційно виробляється з березового капу просоченого спеціальним жиром. Ручка ножа в перетині нагадує яйце, гострим кінцем направленого у бік леза. Руків'я не має ніяких упорів, гард тощо — просто пряма ручка. Довжина 130—150 мм, тобто помітно довше за ширину чоловічої долоні. Довге руків'я пояснюється не тільки міркуваннями зручності, але також і тим, що ніж не повинен тонути у воді. Крім березового капу використовуються набірні ручки з берези. Ножі з ручкою з мамонтової кістки, пластика, тощо є сувенірною продукцією і не використовуються в повсякденному житті.

## Піхви
Оригінальним у якутського ножа є також і піхви. У класичному варіанті піхви виготовляють із знятого «панчохою» бичачого хвоста, всередині якого знаходиться дерев'яний вкладиш, який не повинен щільно охоплювати клинок. Функцією вкладиша є не утримання ножа, а захист клинка від ламання. Функцію утримання виконує шкіряна частина піхов — оскільки ніж входить у піхви на 2/3 довжини рукоятки, так щоб піхви щільно прилягали до ручки ножа. Допускаються варіанти виготовлення піхов також зі звичайної шитої шкіри або бересту. Вкрай рідко зустрічаються дерев'яні піхви.
Для носіння ножа до піхви зазвичай прилаштовується шкіряний шнурок.

## Носіння і використання
Ніж зазвичай носиться на вільному підвісі з лівого боку — лезом наліво. Вільний підвіс потрібен для того, щоб не заважати рухам власника. При носінні ножа ліворуч зручно витягати ніж однією правою рукою, упершись за основу піхов великим пальцем.
У радянські часи виготовлення та носіння якутського ножа переслідувалося за законом, проте переслідування було формальним. У наш час виготовлення, продаж, носіння та зберігання якутського ножа регламентовано спеціальним актом уряду Якутії, згідно з яким якутський ніж визнаний невід'ємною частиною культури якутів і на території республіки дозволяється його використання у господарстві.
Якутський ніж широко використовується у повсякденному господарсько-побутовому житті мешканців Якутії: полювання, риболовля, готування їжі, роботи по дереву тощо.

## Майстри
Цей ніж використовується у побуті мешканцями Якутії. У Якутії майже у кожній сім'ї є хоча б один якутський ніж. Він масово виготовляється в кустарних умовах, в умовах сільських кузень або майстерень. У кожному якутській селищі є свій місцевий майстер (а частіше майстри), які виготовляють свої версії ножів. З цією обставиною пов'язана різноманітність форм ножа від села до села від майстра до майстра.
Найвідомішим і визнаним майстром з виготовлення якутських ножів вважається Микола Потапов вироби якого неодноразово займали перші місця на міжнародному конкурсі клинкової зброї «Клинок — традиції і сучасність» у Москві.